# Landkreis

Verticale bestuursstructuur in Duitsland

Landkreise/Kreise en kreisfreie Städte (geel) in Duitsland

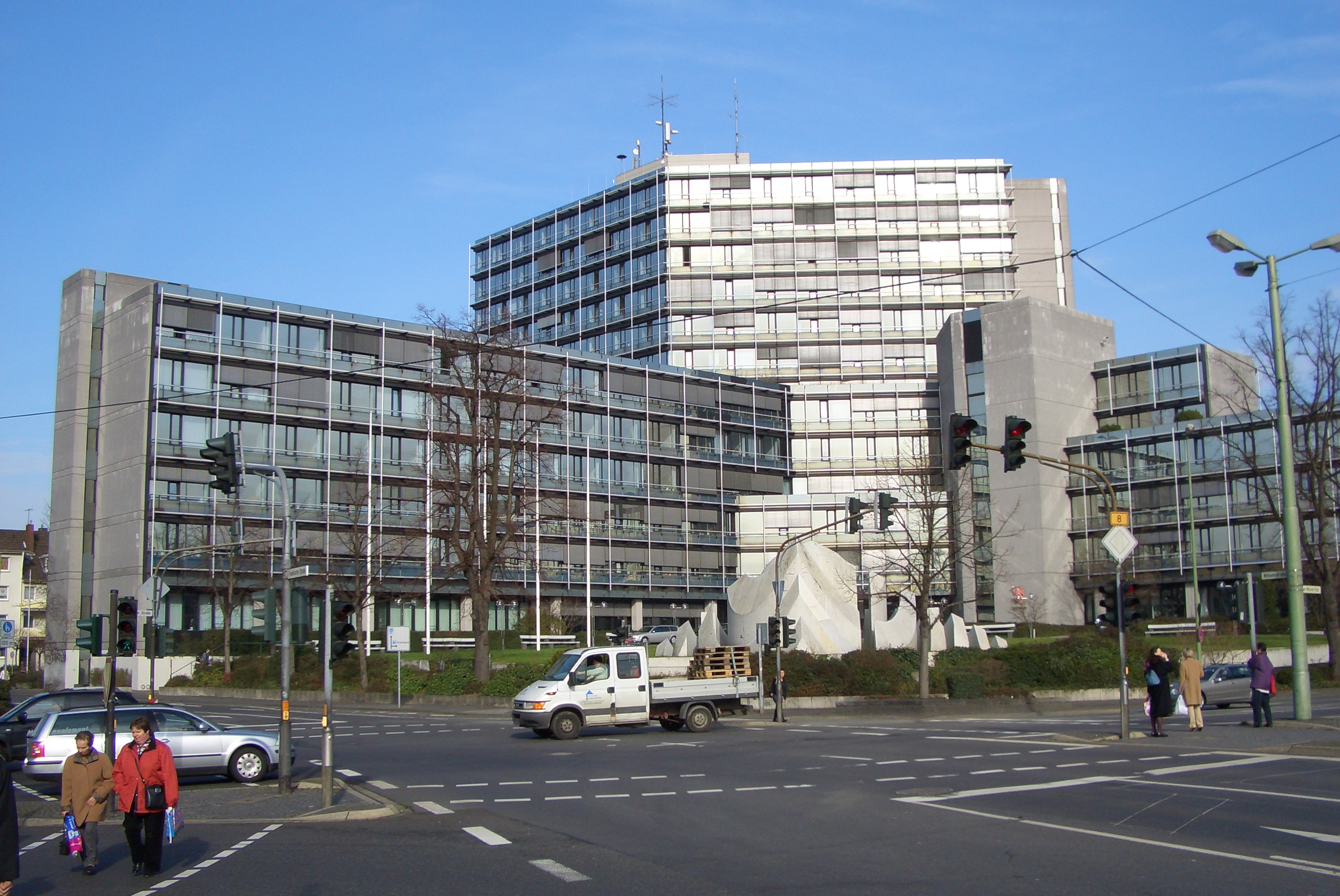
Kreishaus, de zetel van de Rhein-Sieg-Kreis in de Kreisstadt Siegburg

Een Landkreis is een regionale bestuurseenheid in de Bondsrepubliek Duitsland. Het betreft een gemeenteverbond en rechtspersoon (van publiekrecht), één bestuurlijk niveau boven de gemeente. In de deelstaten Noordrijn-Westfalen en Sleeswijk-Holstein is de naam Kreis, zoals vroeger ook in Pruisen.
Duitsland telt 294 Landkreise en 107 "kreisfreie" steden, die bestuurlijk autonoom zijn. 

## Taken en structuur
De Landkreis is verantwoordelijk voor zaken als grotere ziekenhuizen, afvalverwerking, verstrekking van rijbewijzen, monumentenzorg en dergelijke. Gemeenten binnen de Landkreis hebben soms om historische redenen de titel van stad. Een grotere stad binnen de Landkreis, Große Kreisstadt, verleent sommige diensten ook zelf.
Elke Landkreis heeft een eigen, gekozen volksvertegenwoordiging, de Kreistag. De hoofdbestuurder heeft de titel Landrat.

## Grootte en positie in het bestuurlijk systeem
Steden met meer dan 100.000 inwoners horen meestal niet bij een Landkreis en zijn zelf voor de betreffende diensten verantwoordelijk. Zulke steden worden Kreisfreie Stadt of (in Baden-Württemberg) Stadtkreis genoemd.
De Landkreis is dus een bestuurlijke laag tussen de gemeenten en de Regierungsbezirke, voor zover die in de betreffende deelstaat bestaan. In geheel Duitsland zijn er een kleine driehonderd Landkreise. In dunbevolkte gebieden heeft een Landkreis maar ruim 50.000 inwoners, terwijl de grootste Landkreise meerdere honderdduizenden inwoners tellen.